# زندگی آبراهام لینکلن پیش از ریاست جمهوری

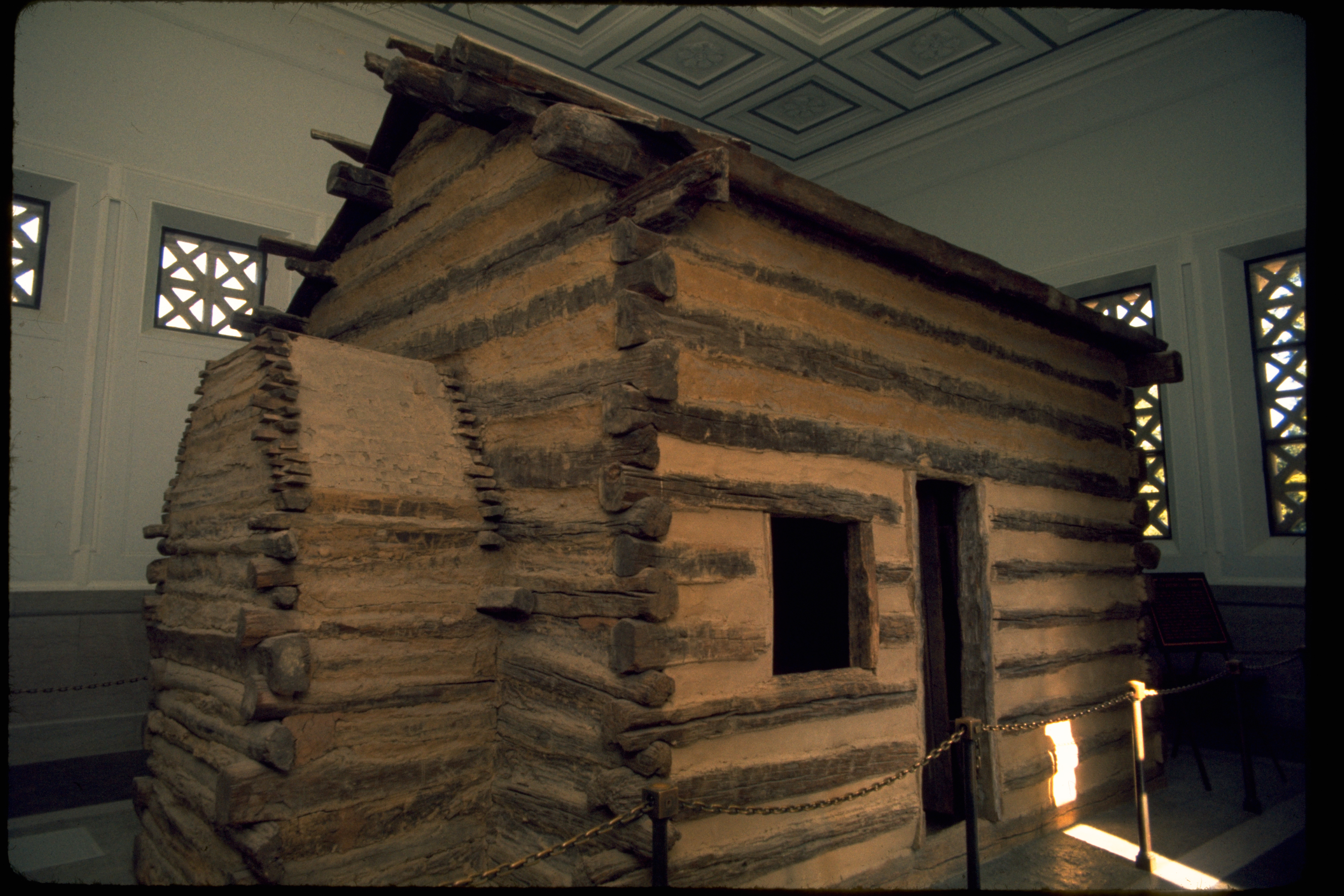
تصویری نمادین از محل تاریخی تولد آبه لینکن

آبراهام لینکلن در ۱۲ فوریه ۱۸۰۹ (هم‌روز با چارلز داروین) در کلبه‌ای چوبی در مزرعهٔ سینکینگ اسپرینگ، به مساحت یک چهارم کیلومتر مربع، به دنیا آمد. پدرش توماس لینکن و مادرش ننسی هانکز بود.

## تولد
مزرعه‌ای که لینکن در آن به دنیا آمد در «نولین کریک» درسه مایلی جنوب هاجنویل کنتاکی واقع شده‌است، در واقع در ناحیی جنوب شرق شهرستان (بخش) هاردین که در آن زمان مرز به حساب می‌آمد. نام لینکن را از نام پدربزرگش گرفتند که در حملهٔ سرخ‌پوستها در سال ۱۷۸۶ پوست ازسرش جدا کردند و او را به قتل رساندند. والدین لینکن تحصیل نکرده و بی سواد بودند. آبراهام یک خواهر بزرگ‌تر داشت به نام سارا لینکن که در سال ۱۸۰۵ به دنیا آمد. او همچنین برادر کوچکی داشت به نام توماس که در اوان کودکی جان سپرد. هنگامی که لینکن مشهور شد، گزارشگران و داستان نویسان در خصوص فقر و ابهامات موجود در تولد او اغراق می‌کردند. با این حال، لینکن از شهروندان مورد احترام و نسبتاً توانگر کنتاکی به حساب می‌آمد؛ و در دسامبر سال ۱۸۰۸ در قبال پرداخت ۲۰۰ دلار نقد و اندکی بدهکاری توانست مزرعهٔ سینکینگ اسپرینگ را بخرد. این مزرعه هم‌اکنون بخشی از «زادگاه تاریخی ملی آبراهام لینکن» است. والدین آبراهام عضو کلیسای پروتستان بودند که از کلیسای بزرگ به دلیل رد حمایت از برده داری جدا شده بود. از همان اوان کودکی لینکن با احساسات ضد برده داری مواجهٔ بسیار داشت. با این وجود هرگز به کلیسای پدر و مادرش یا کلیساهای دیگر نپیوست و در مقام جوام مذهب را به باد استهزامی گرفت.
سه سال بعد از اینکه خانواده لینکن ملک را خریدند، ادعای دیگری مبنی برمالکیت مزرعه در دادگاه هاروین مطرح شد که آن‌ها را مجبور به تخلیه کرد. توماس، پدر آبراهام، این پرونده حقوقی را دنبال کرد تا اینکه سرانجام در سال ۱۸۱۵ با شکست مواجه شد.
هزینه‌ها و مخارج پیگیری پرونده به مشکلات خانواده دامن زد. در سال ۱۸۱۱، آن‌ها توانستند چند مایل دورتر، ۱/۰ کیلومترمربع از یک مزرعه ۹/۰ کیلومتر مربعی واقع در ناب کریک اجاره کنند. این مزرعه به دلیل اینکه در درهٔ رودخانه رولینگ فورک واقع شده بود، یکی از بهترین و حاصلخیزترین مزارع منطقه به‌شمار می‌آمد. در این زمان، پدر لینکن یکی از اعضای مورد احترام جامعه و کشاورز و نجار موفقی بود. لینکن نخستین خاطره‌هایش را از این مزرعه به یاد دارد. در سال ۱۸۱۵، مدعی دیگری نیز در تلاش برای بیرون کردن خانواده لینکن از مزرعهٔ ناب کریک (که هم‌اکنون بخشی از زادگاه ملی تاریخی آبراهام لینکن به حساب می‌آید) برآمد. توماس، خسته از دادخواهی و عدم امنیت دادگاه‌های کنتاکی تصمیم گرفت به استان ایندیانا برود چرا که زمین‌های ایندیانا توسط دولت فدرال مساحی و نقشه‌برداری شده بود و بنابراین سند مالکیت زمین اعتبار و امنیت بیشتری داشت. شاید این حوادث بود که به آبراهام انگیزه داد بعدها به دنبال یادگیری «نقشه برداری» رود و «وکیل» شود.
در سال ۱۸۱۶، زمانی که لینکن ۷ ساله بود همراه با پدر و مادرش به بخش بری ایندیانا نقل مکان کرد. او بعدها پی برد که این جابجایی بعضاً به دلیل برده داری و نیز به علت مشکلات اقتصادی موجود در کنتاکی صورت گرفته بود. در سال بعد در سال ۱۸۱۸که لینکن ۹ ساله بود مادرش در سن ۳۴ سالگی بر اثر عارضه‌ای ناشی از شیر جان باخت. اندک زمانی بعد پدر لینکن با سارا بوش جانستون ازدواج کرد. سارا لینکن را مانند بچه‌های خودش بزرگ کرد و سال‌ها بعد در مقایسهٔ لینکن با پسر واقعی خودش چنین گفت: «هر دو بچه‌های خوبی بودند. اما اکنون که دیگر هیچکدام نیستند باید بگویم که آبراهام بهترین پسری بود که در تمام عمرم دیدم.»
در سال ۱۸۳۰، به دلیل افزایش مشکلات مربوط به زمین و نیز مشکلات اقتصادی در ایندیانا، خانوادهٔ آبراهام در زمینی دولتی سکنی گزیدند. محل این زمین را پدر آبراهام در بخش ماکون ایالت ایلینوی برگزید. زمستان سال بعد آنقدر سرد و سخت بود که خانواده را تقریباً مجبور به با بازگشت به ایندیانا کرد. هنگامی که پدر در سال بعد خانواده را به محلی در همان حوالی دوباره جابجا کرد، لینکن دیگر جوانی ۲۲ ساله و مستقل بود که در امتداد رودخانهٔ سنگامون تا شهرستان سنگامون ایلینوی قایق سواری می‌کرد. در اواخر همان سال دنتون آفوت، تاجری در نیورالم، او را به استخدام خود درآورد و از آن زمان آبراهام با همراهی دوستانش با قایق از طریق رودخانهٔ سنگامون، رودخانه ایلیونویز و رودخانهٔ می‌سی‌سی‌پی از نیورالم به نیواورلتر و یویندیانا کالا جابجا می‌کرد. گاهی در نیواورلند مزایده و حراج برده‌ها را می‌دید که تأثیری نا زدودنی بر باقی عمرش به جا می‌گذاشت. اینکه آیا واقعاً او در این زمان شاهد خرید و فروش و مزایده برده‌ها، در کشوری که در آن برده‌ها حضور چشمگیر داشتند، بوده‌است یا نه مشخص نیست اما به هر حال او گاه گداری شاهد چنین اعمال شنیع و ناپسندی بوده‌است.
تحصیلات رسمی او احتمالاً فقط ۱۸ ماه آموزش، ان هم به وسیله معلمان غیررسمی بوده‌است. در واقع او خود آموخته بود، هر کتابی می‌توانست قرض می‌گرفت و می‌خواند. بر انجیل، آثار ویلیام شکسپیر، و تاریخ انگلستان و تاریخ آمریکا کاملاً مسلط بود و خود شیوه‌ای بسیار ساده برای سخن گفتن برگزید که حضار را که گوششان به سخنان مطنطن و پرطمطراق عادت کرده بود متحیر می‌ساخت. او کشتی‌گیر بود و در کار با تبر مهارت بسیار داشت. شکار نمی‌رفت و ماهی گیری می‌کرد زیرا دوست نداشت حیوانات را حتی به خاطر غذا بکشد. هرچند که بلند قد و قوی هیکل بود، اما وقت زیادی را صرف مطالعه می‌کرد و از این رو همسایگان فکر می‌کردند که او برای فرار از کارهای سخت و طاقت فرسای بدنی مطالعه می‌کند.

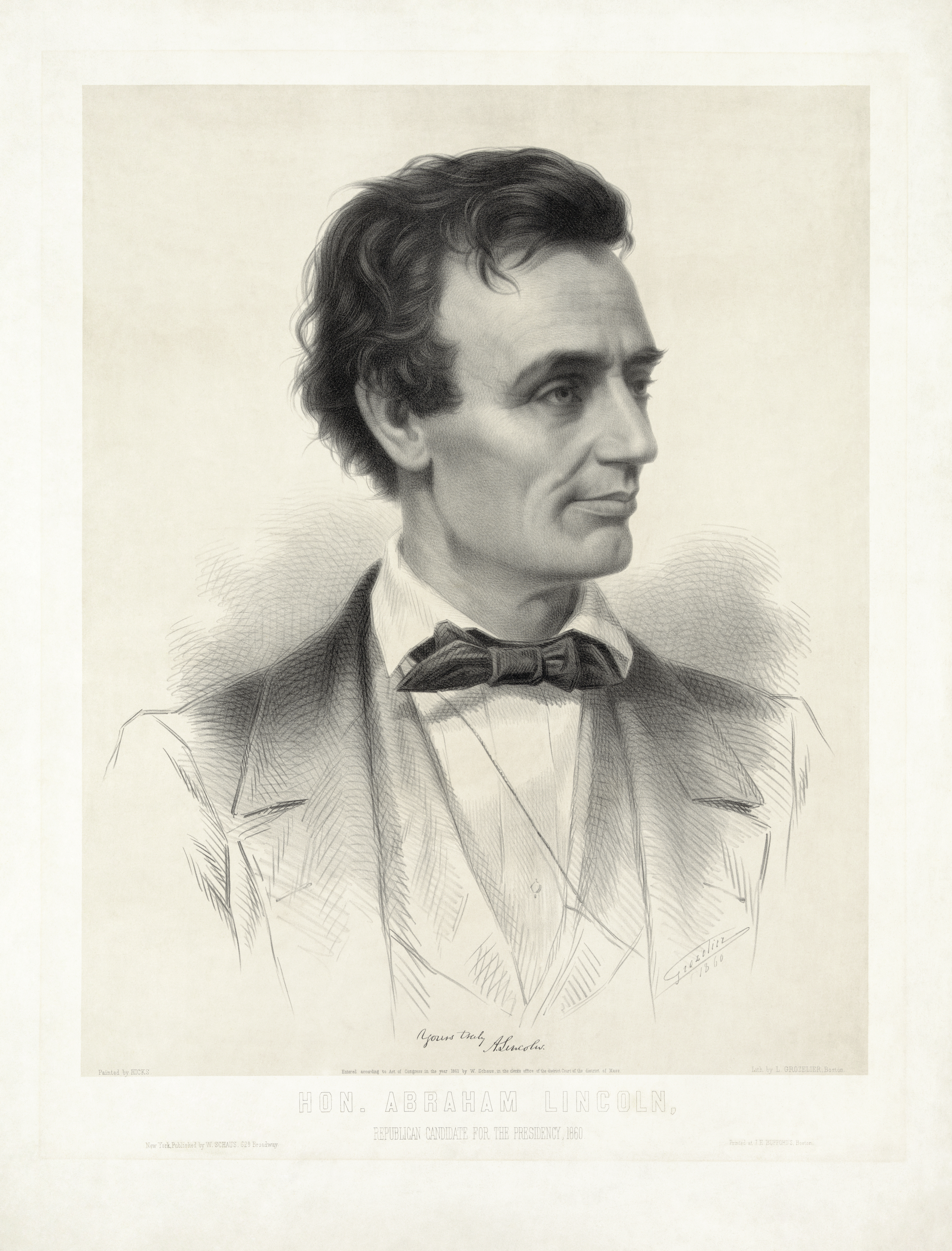
لینکن در دوران جوانی

## حرفه نخست
لینکون در سال ۱۸۳۲ در سن ۲۳ سالگی حرفهٔ سیاسی خود را با شرکت در مبارزهٔ انتخاباتی مجمع عمومی ایلینویز، به عنوان یکی از اعضای حزب ویگ (آمریکا)، آغاز نمود. بخش عمده خط مشی حزب او ارتقاء کشتیرانی در رودخانه سنگامون بود با این امید که این کار سبب جذب کشتی‌های بخار به این رودخانه شود و از این رهگذر مناطق فقیر در امتداد و در حوالی رودخانه به رونق و نان و نوایی برسند. او به عنوان کاپیتان در شرکتی در میلیشیای ایلینوی، که در جنگ بلک هاک (جنگ شاهین سیاه) از نیوسالم جدا شده بود- هرچند که او هرکز جنگ و درگیری مشاهده نکرده بود- مشغول به کار شد. پس از اینکه هم قطارانش به او رأی دادند او را برگزیدند، آبراهام چنین نوشت: «هیچ موفقیتی در زندگی اش تا این اندازه موجب رضایت خاطر او نشده است.»
برای مدتی در نیوسالم ایالت ایلینوی مغازهٔ کوچکی دایر کرد. همچنین جواز مشروب فروشی گرفت و به فروش ویسکی پرداخت. پس از اینکه آبراهام دومین جلد از مجموعهٔ ۴ جلدی سرویلیام بلک ستن، با عنوان «تفاسیری از قوانین انگلستان» را به دست آورد، قانون را آموخت و در سال ۱۸۳۷ به شغل وکالت پذیرفته شد. وی در همان سال به اسپیرینگفیلد در ایالت ایلینوی رفت و نزد استفان لکان کار وکالت را آغاز کرد. خیلی زود آبراهام یکی از موفق‌ترین و مورد احترام‌ترین وکلای ایلینوی شد و به سرعت پیشرفت کرد. لینکون چهار دورهٔ متوالی که از سال ۱۸۳۴ آغاز شد به عنوان نماینده حزب ویگ از شهرستان سنکامون ایالت ایلینوی در مجلس نمایندگان ایلینوی انجام وظیفه کرد و به رهبری حزب ویگ در کنگره آمریکا برگزیده شد. در سال ۱۸۳۷ اولین اعتراض خود را نسبت به برده داری در Illinois House اعلام کرد و تأکید کرد که این مؤسسه «برپایه بی عدالتی و سیاست‌های نادرست پایه ریزی شده است».
در سال ۱۸۳۷ بود که لینکون صمیمی‌ترین درست خود جوشوا فرای اسپید را ملاقات کرد و از تخت خود به مدت ۴ سال با وی به صورت اشتراکی استفاده کرد که در آن زمان مسئله‌ای کاملاً طبیعی بود (دونالد). "... اگرچه گفتنش کمی سخت است اما وی بهترین و صمیمی‌ترین دوست لینکون در تمام طول زندگی اش بود. " (نیکولای و هی) هنگامی که اسپید در فوریه ۱۸۴۲ ازدواج کرد لینکون از اسپرینگ فیلد این گونه نوشت:" در مورد هر دویتان احساس حسادت می‌کنم؛ آنقدر به هم نزدیک شده‌اید که مرا فراموش کرده‌اید." (مجموعه آثار لینکون (با ویراستاری) باسلر) در سال ۱۸۴۲ لینکون نامه‌های بی نام و نشانی را در " مجله سانگامو" منتشر کرد و جیمز شیلدز حسابرس ارشد ایالتی حزب دموکرات را به سخره گرفت. وقتی شیلدز فهمید که نامه‌ها کار لینکون بوده او را به دوئل دعوت کرد. لینکون سلاح خود را یک " شمشیر شوالیهٔ با ابعاد بزرگ" انتخاب کرد. لینکون بلند قد بود و بازوانی قوی داشت که مزیتی مهم محسوب می‌شد اما در آخرین لحظه دوئل لغو شد.
در سال ۱۸۴۱ لینکون به کمک ویلیام هرندون که از طرفداران حزب ویگ بود مطالعه حقوق را آغاز کرد. در سال ۱۸۵۶ هر دو به حزب نوپای جمهوریخواه پیوستند. پس از مرگ لینکون هرندون با مراجعه به افرادی که در ایلینوی با وی آشنا بودند کتاب «لینکون هرندون» را منتشر کرد.

## خانواده
در ۴ نوامبر ۱۸۴۲ با ماری تاد لینکون ازدواج کرد. این زوج ۴ فرزند پسر داشتند.
- رابرت تاد لینکون – ۱ اوت ۱۸۴۳ تا ۲۶ ژوئیه ۱۹۲۶- زاده اسپرینگفیلدز ایلینوی- وی در منچستر، ورمونت درگذشت.
- ادوارد بیکر لینکون- زاده ۱۰ مارس ۱۸۴۶ و درگذشته به ۱ فوریه ۱۸۵۰- محل تولد و مرگ وی اسپرینگفیلدز بود.
- ویلیام والاس لینکون- زاده ۲۱ دسامبر ۱۸۵۰ و درگذشته به ۲ فوریه ۱۸۶۲- محل تولد اسپرینگفیلدز و محل وفات واشینگتن دی سی.
- توماس تاد لینکون - زاده ۴ آوریل ۱۸۵۳ و درگذشته به ۱۶ ژوئیه ۱۸۷۱- محل تولد اسپرینگفیلدز و محل وفات شیکاگو.

تنها رایرت به سن بلوغ رسید. وی ۳ فرزند و ۳ نوه داشت که نوه‌هایش بچه دار نشدند و بدین ترتیب نسل لینکون‌ها با رابرت بکویت (نتیجه آبراهام) در ۲۴ دسامبر ۱۹۸۵ خاتمه یافت.
در خانواده همسرش، ۴ تن از برادران همسرش برای کنفدراسیون مبارزه کردند که یکی از آن‌ها زخمی و دیگری کشته شد. ستوان دیوید تاد، برادر ناتنی مری تاد لینکون، به عنوان رئیس زندان لیبی در طی جنگ انجام وظیفه می‌کرد.

## فعال ضد جنگ

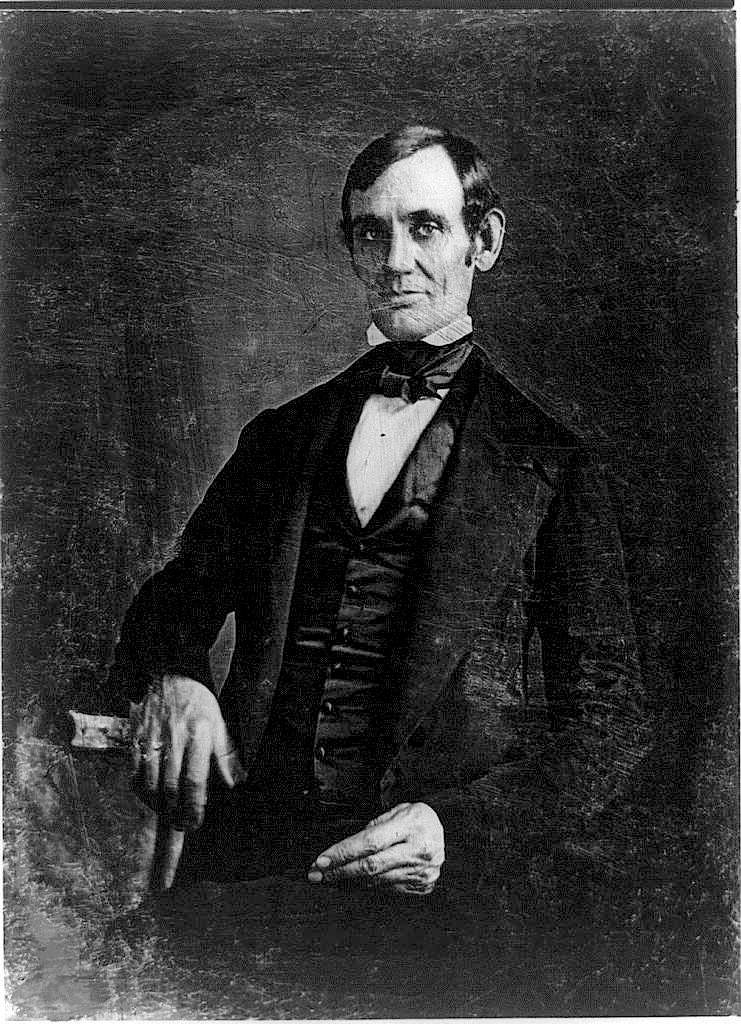
لینکون در دهه ۱۸۴۰

در سال ۱۸۴۶، به عنوان نماینده در مجلس نمایندگان ایالت متحده انتخاب شد؛ و چون در مجلس تازه‌وارد بود، شخصیتی برجسته و تأثیرگذار به حساب نمی‌آمد. او در مخالفت با جنگ مکزیک و آمریکا داد سخن داد و علت این جنگ را میل رئیس جمهور جیمزناکس بالک به کسب افتخار نظامی رنگین کمانی دلکش که در باران خون نقش می‌بندد – دانست. علاوه بر این سخن دانی، آبراهام مستقیماً ادعاهای بالک را در خصوص مزر تگزارس مورد انتقاد قرار داد.
لینکون یکی از ۸۲ عضو حزب ویگ بود که در سال ۱۸۴۸، ۱۸ دموکرات را در خصوص رأی موافق برای اصلاح قطعنامه‌ای شکست دادند. این اصلاحیه می‌بایست در قالب قطعنامه‌ای معمولی به کمیته ارسال می‌شد که در آن از کمیته خواسته شده بود تا این عبارت را اضافه نماید «جنگی غیرضروری و برخلاف قانون اساسی توسط رئیس جمهور آمریکا آغاز گردید.» این اصلاحیه تصویب شد، اما لایحهٔ آن هرگز از جانب کمیته به مجلس بازنگشت تا در مورد آن رأی‌گیری نهایی صورت گیرد.
لینکون با سخنرانی آتشین خود شهرتش را در کنگره خدشه دار کرد. او اظهار داشت: «خدای آسمانها فراموش کرده از ضعیفان و بیگناهان دفاع کند و به قاتلان و شیطان صفتان پلید اجازه داده تا زنان و مردان و کودکان را قتل‌عام کنند و سرزمین عدل و داد را به تباهی بکشانند.» دو هفته بعد، بالک معاهدهٔ صلحی به کنگره فرستاد. در واشینگتن هیچ‌کس به لینکون اهمیت نمی‌داد. اما دموکراتها از سرتاسر منطقهٔ او، که جنگ مقبول افتاده بود و عدهٔ بسیاری برای شرکت در آن داوطلب شده بودند، اعتراض خشمگینانه خود را ابراز داشتند. در شهرستان مردگان، قطعنامه‌هایی در حمایت شدید از جنگ و تقبیح حملات چریک‌ها، تهمت زنندگان به رئیس‌جمهور و مدافعان کشتار در آلامو به تصویب رسید. شریک حقوقی لینکون، ویلیام هرندن، به وی هشدار داد که این خدشه وارده عمق تر شده و غیرقابل جبران است. خود لینکون هم ناایمد و دلسرد شده بود و بنابراین تصمیم گرفت در انتخابات مجدد شرکت نکند. در انتخابات پاییز ۱۸۴۸، او شدیداً برای زادکاری تیلر، ژنرالی موفق که لینکون قبلاً اعمال شنیعش را تقبیح کرده بود، به تبلیغ پرداخت. اعتراضات لینکون به بالک، دوباره در طی جنگ داخلی ذهن وی را به خود مشغول داشت. دولت تازه‌کار تیلر به لینکون مقام فرمانداری منطقهٔ دور افتاده آرگون را پیشنهاد کرد. از آنجا که قبول این سمت به شغلش در ایالت رو به رشد ایلینوی خاتمه می‌داد، این پیشنهاد را نپذیرفت. لینکون به اسپرینگفیلد بازگشت، سیاست را کنار گذاشت و از راه وکالت که مستلزم سفرهای طولانی با اسب از یک شهرستان به شهرستان دیگر بود، به امر معاش پرداخت.

## وکیل دشت
در اواسط دههٔ ۱۸۵۰ لینکون با دو سیستم حمل و نقل رقابتی رو به رو شد: قایقهای مخصوص رودخانه و راه‌آهن. در سال ۱۸۴۹ او ابتکاری در مورد کشتی‌های بویه دار (راهنما دار) را به ثبت رساند. لینکون به عنوان نماینده «راه آهن آستن وسنکامون»، همراه با یکی از سهامداران شرکت به نام جیمزبرت، در مناظرهٔ ۱۸۵۱ شرکت کرد. برت از پرداخت باقی بدهی خود به راه آهن سرباز می‌زد و دلیلش هم این بود که راه‌آهن، جاده‌ای را که در ابتدا طراحی شده بود تغییر داده بود. لینکون چنین استدلال می‌کرد که از لحاظ قانون، شرکت، هنگامی که طرح اولیه را می‌توان بنا به مصلحت و منفعت عموم اصلاح کرد، ملزم به پایبندی به این طرح اولیه نیست و اینکه مسیر جدید پیشنهادی آستن وسنگامون نسبت به مسیر قبلی بهتر و کم هزینه تر است. همچنین شرکت حق دارد آقای برت را به دلیل کوتاهی و تأخیر در پرداخت جریمه کند. لینکون توانست در این پرونده پیروز شود و در نهایت تصمیم و رأی دادگاه عالی ایلینوی در دادگاه‌های دیگر ایالات متحده اعلام شد.
نمونه دیگری از مهارت‌های لینکون در مقام وکیل راه‌آهن دادخواستی بود در مورد معافیت از پرداخت مالیات که ایالت به «راه آهن مرکزی ایلینوی» داده بود. شهرستان مک لین استدلال می‌کرد که ایالت حق دادن چنین معافیتی را نداشته، در ژانویه ۱۸۵۶، دادگاه عالی ایلینوی رأی خود را مبنی بر لغو معافیت مالیاتی اعلام کرد.
در سال ۱۸۵۳، چهار بساز و بفروش شهری در ۳۰ مایلی شمال پایتخت اسپرینگفیلد، در ردیف راه‌آهن سینت یوینر، آستون و شیکاگو بنا نهادند. این افراد از لینکون به عنوان وکیل خود و وکیل راه‌آهن کسب اجازه کردند تا شهر جدید را به افتخار او نام‌گذاری کنند. لینکون موافقت کرد.
این شهر، قبل از اینکه لینک شهرت بین‌المللی بیابد، نخستین شهری بود که به افتخار او نام‌گذاری شد.
شاخص‌ترین پروندهٔ کیفری لینکون در سال ۱۸۵۸ بود. در این پرونده او از ویلیام آمستردام که به قتل متهم شده بود دفاع کرد. علت شهرت این پرونده این است که لینکون از اخطاریهٔ قضایی در این پرونده استفاده کرد و در آن زمان استفاده از این کار برای نشان دادن اینکه یکی از شاهدان در جایگاه شهادت دروغ داده است بسیار به ندرت صورت می‌گرفت. پس از اینکه شاهد اظهارات خود را مبنی براینکه در نور ماه شاهد جنایت بوده و در زاویه‌ای قرار داشته که نمی‌توانسته آنقدر نور داشته باشد که بتوان چیزی را به وضوح دید. براساس این مدرک آرمسترانگ تبرئه شد.
در طی ۲۳ سال حرفهٔ وکالت، آبراهام ۵۱۰۰ پرونده فقط در ایالت ایلینوی داشت. پرونده‌های او که روزی یک مورد افزایش یافته بودند، بیشتر با تنظیم حکم به پایان می‌رسید، اما برخی نیز بسیار پیچیده بودند. لینکون و شرکایش بیش از ۴۴۰۰ بار در دادگاه عالی ایالت ایلینوی حاضر شدند.